# Cal Ferreró (Alpens)
Cal Ferreró és una obra d'Alpens (Lluçanès) inclosa a l'Inventari del Patrimoni Arquitectònic de Catalunya.

## Descripció
Casa construïda amb murs de pedra irregular i morter, amb carreus ben tallats a les cantonades dels murs. La teulada és a doble vessant lateral a la porta d'entrada que és per la façana de la Plaça Major. L'estructura de la façana principal és de planta i dos pisos amb totes les obertures amb llindes i muntants de pedra. A la part del darrere de la casa es conserva encara la cisterna.

## Història
Aquesta casa és considerada una de les cases més antigues del poble d'Alpens i està datada a la llinda de la porta amb la data 1609 i l'anagrama de Crist.